# Qesh Robāţ
Qesh Robāţ (persiska: قش رباط, Qashrābād) är en ort i Iran.   Den ligger i provinsen Khorasan, i den nordöstra delen av landet, 700 km öster om huvudstaden Teheran. Qesh Robāţ ligger 1 725 meter över havet och antalet invånare är 470.
Terrängen runt Qesh Robāţ är kuperad åt sydost, men åt nordväst är den platt. Runt Qesh Robāţ är det ganska glesbefolkat, med 25 invånare per kvadratkilometer. Närmaste större samhälle är Robāţ-e Mīān Dasht, 9,9 km väster om Qesh Robāţ. Trakten runt Qesh Robāţ består till största delen av jordbruksmark.